# Outro Sim
"Outro Sim" é uma canção gravada pela cantora brasileira Fernanda Abreu, para seu sexto álbum de estúdio Amor Geral (2016). Foi composta pela própria cantora em parceria com Gabriel Moura e Jovi Joviniano e lançada como primeiro single do álbum em 15 de abril de 2016 por seu selo próprio Garota Sangue Bom e distribuída pela Sony Music Brasil.

## Antecedentes
Doze anos após o lançamento de seu quinto álbum de estúdio Na Paz (2004), Fernanda Abreu lançou o single "Outro Sim", composta pela própria cantora em parceria com Gabriel Moura e Jovi Joviniano.

## Conceito e arte gráfica
A capa do single foi fotografada por Gui Paganini e sua arte foi feita pelo artista Giovanni Bianco. Abreu comentou sobre Bianco:

"Giovanni Bianco é um capítulo à parte nesse meu novo projeto. Um profissional excepcional e uma das pessoas mais amorosas e generosas que conheci! Não é à toa que esta participando desse ‘Amor Geral’! Tudo a ver! Esse brasileiro que virou parceiro de Madonna e Gisele, que reinventou a linguagem estética de Anitta, é um poço de talento, inteligência e criatividade! Trabalhar com ele foi simplesmente espetacular! Ele sabe tudo!!! Aqui a capa do single ‘Outro Sim’! Foto de Gui Paganini. Daqui a pouco vocês vão conhecer a capa do álbum! Meu muito obrigada pela parceria, e que seja longa!"

"Outro Sim" é uma canção predominantemente pop e R&B, apresentando elementos de synthpop, com batidas abrasileiradas. A canção traz como temática principal a importância da diversidade humana. "Outro marido traído/ Outra esposa ansiosa/ Outra amante excitante querendo dar", Abreu canta.

## Videoclipe
O videoclipe para "Outro Sim" foi gravado no Rio de Janeiro e dirigido por Mini Kerti para a companhia Conspiração Filmes. A produção também contou com a figurinista Claudia Kopke e o maquiador Fernando Torquatto. O vídeo estreou em 15 de abril de 2016, mesmo dia que a canção.